# Anytime (single)
Pour les articles homonymes, voir Anytime.
Singles de Kumi Kōda, Tohoshinki
LAST ANGEL
(2007) Moon
(2008)
Anytime est le 39e single de Kumi Kōda sorti sous le label Rhythm Zone le 23 janvier 2008 au Japon. Il atteint la 4e place du classement de l'Oricon. Il se vend à 43 051 exemplaires la première semaine, et reste classé pendant 5 semaines, pour un total de 53 189 exemplaires vendus. Il sort en format CD et CD+DVD.
Anytime a été utilisé comme campagne publicitaire pour music.jp. Anytime se trouve sur l'album Kingdom, sur la compilation Best ~Third Universe~ et sur l'album remix Koda Kumi Driving Hit's.

## Liste des titres
Toutes les paroles sont écrites par Kumi Kōda.
| 1. | Anytime                   | Hideya Nakazaki                             | 4:13 |
| 2. | Bounce                    | Anthony Anderson、Steve Smith、Chin Injetib | 3:22 |
| 3. | Anytime (FreeTempo Remix) | Takeshi Hanzawa                             | 7:16 |
| 4. | Anytime (instrumental)    | Anthony Anderson、Steve Smith、Chin Injetib | 4:13 |
| 5. | Bounce (instrumental)     | Tomokazu "T.O.M" Matsuzawa                  | 3:19 |

| 1. | Anytime (Single ver.) |  |
| 2. | Making of             |  |
| 3. | Kingdom VJ Mix        |  |